# 공동운항

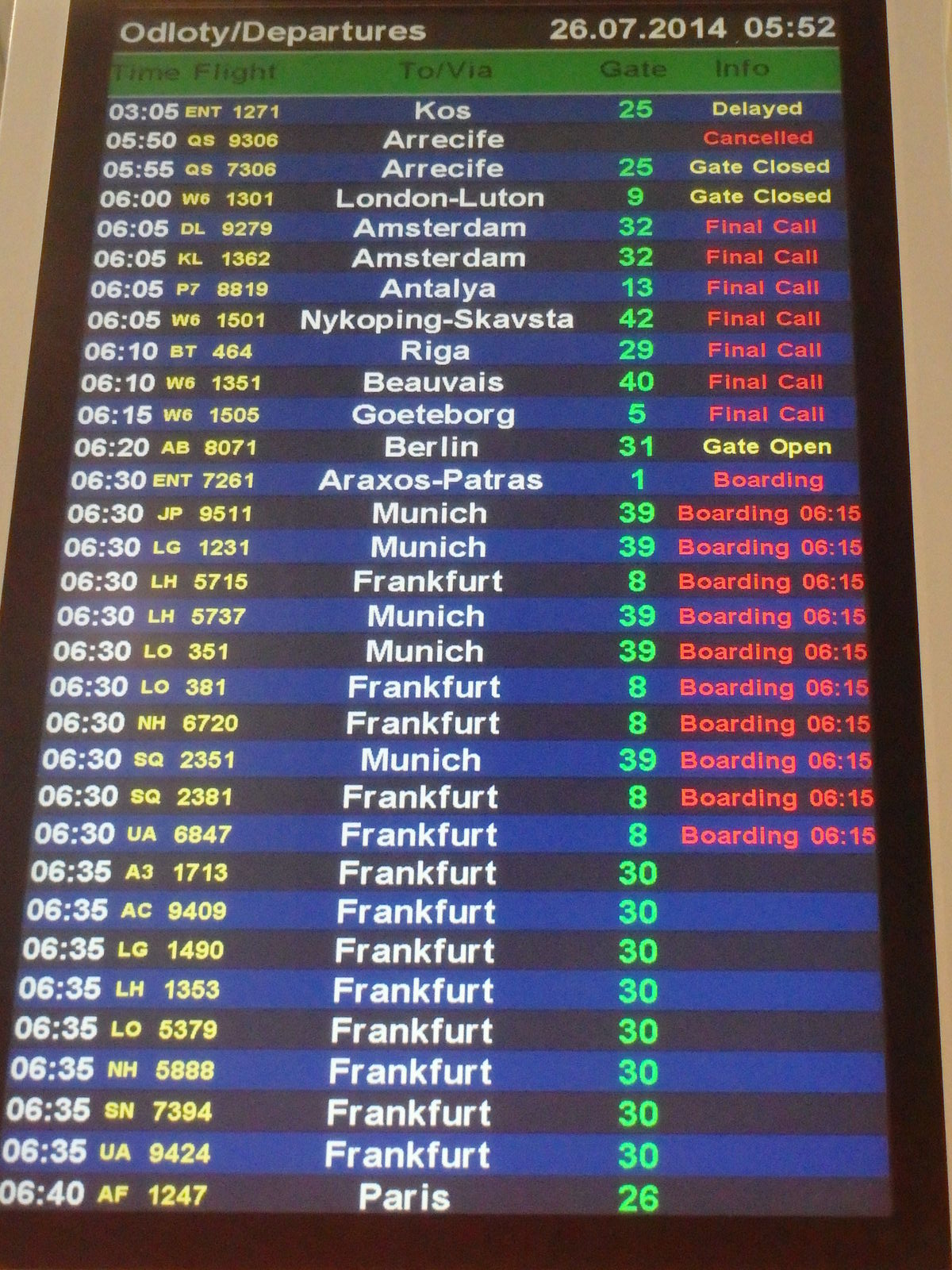
공동운항편을 보여주고 있다. 비슷한 시간대와 게이트 번호의 여러 항공편 숫자로 확인된다.(바르샤바 쇼팽 공항)

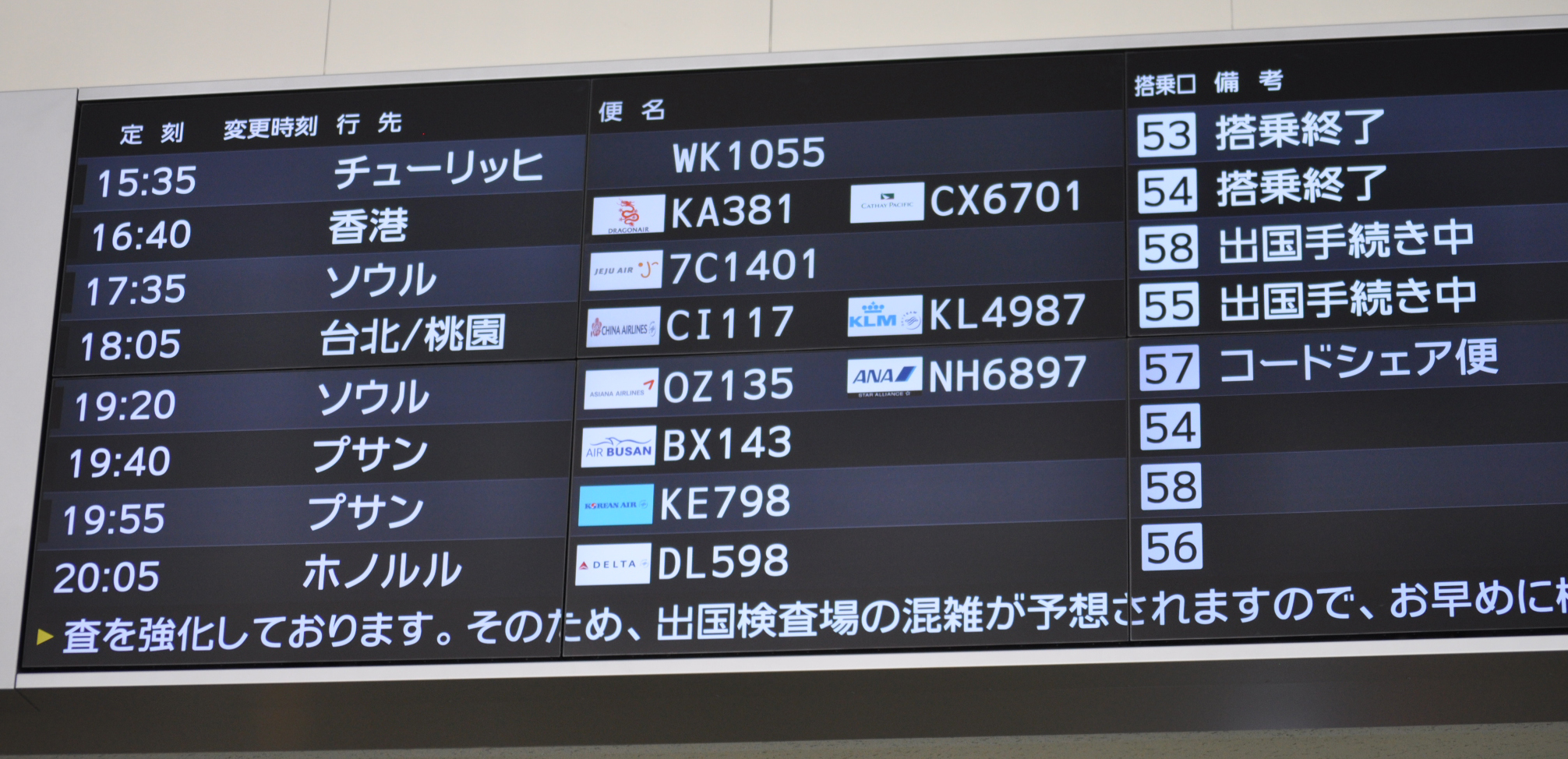
왼쪽으로부터 3번째가 실제 운항, 실제 운항의 오른쪽에 있는게 공동운항

공동운항 또는 코드셰어 협정(영어: Codeshare agreement)은 2개의 항공사가 1개의 항공기를 운항하는 것을 말한다. 주로 공항의 슬롯이 부족하거나 항공동맹체 사이에서 이루어진다.

## 개요
2개의 항공사가 1개의 항공기를 운항하는 것이다. 도시와 도시를 연결할 때, 한 공항 이상의 슬롯이 부족하거나, 2개 이상의 항공기를 운항하는 것이 비효율적일 경우 공동운항 협정을 하며, 1개의 항공사의 비행기와 서비스를 제공한다. 항공기를 운용하는 1개의 항공사를 운항/판매사라고 하며, 운항사의 항공기에 편명을 공유해 판매하는 항공사를 판매사라고 한다. 하지만 판매사에서 단독 판매가 안 될 수 있고, 환승시에만 적용할 수도 있다.
예를 들어, 서울발 도쿄행 노선을 예로 들어, 아시아나항공으로 표를 예매하면 같은 스타얼라이언스인 전일본공수의 항공기를 탑승할 수도 있다.
반대로 전일본공수로 예매를 하면 아시아나항공의 항공기를 탑승할 수 있다. 코드셰어 때문에 다른국적의 항공기를 탑승한 승객의 불편을 대비하여 코드셰어를 맺은 항공사의 승무원이 1명정도 탑승하기도 한다. 예를 들어, 서울-도쿄 노선 전일본공수의 탑승객이 코드셰어로 아시아나항공 항공기에 탑승해도 아시아나항공에서 전일본공수의 승무원의 서비스를 받을 수 있다.

## 같이 보기
- 탑승교
- 항공동맹